# Liste der Geotope im Landkreis Lüchow-Dannenberg
Die Liste der Geotope im Landkreis Lüchow-Dannenberg enthält die Geotope im Landkreis Lüchow-Dannenberg in Niedersachsen. Einige dieser Geotope stehen zugleich als Naturdenkmal (ND), Landschaftsschutzgebiet (LSG), Naturschutzgebiet (NSG) oder Teil von diesen unter Schutz.
| Geotop-Nr. | Bezeichnung                                        | Ort                                         | Bemerkung | Koordinaten                      | Bild           |
| ---------- | -------------------------------------------------- | ------------------------------------------- | --- | -------------------------------- | -------------- |
| 2831/01    | Findling (Opferstein von Plumbohm)                 | 0,5 km N Plumbohm, Göhrde                   | Geotoptyp: Findling. Länge 5 m, Breite 3,5 m Höhe 2,5 m. Stratigraphie: Quartär-Pleistozän, Saale-Kaltzeit. Petrographie: grober Granit, graurot, mit roten Feldspäten von 2–3 cm Durchmesser, bläulich-grauem Quarz bis 0,5 cm Biotit, 2 Teilstücke liegen daneben. | 53° 7′ 3″ N, 10° 57′ 7,2″ O      |                |
| 2831/02    | Ausschnitt aus der Klötzie (Steilufer des Elbtals) | ca. 1 km NW Tiesmesland, Hitzacker (Elbe)   | | 53° 11′ 25,4″ N, 10° 58′ 40,8″ O |                |
| 2831/04    | Die Klötzie (Steilufer zur Elbe)                   | um Tießau, Hitzacker (Elbe)                 | Höhe 30 m. Petrographie: sandig, kiesiger Mineralboden. | 53° 10′ 49,1″ N, 10° 59′ 2,4″ O  |                |
| 2832/02    | Klötzie (Steilufer der Elbe)                       | nordwestlich Hitzacker (Elbe)               | | 53° 9′ 57,6″ N, 11° 0′ 32,4″ O   |                |
| 2932/01    | Erdfall "Maujahn" mit Hochmoor                     | ca. 0,8 km ONO Thunpadel, Dannenberg (Elbe) | Geotoptypen: Hochmoor, Erdfall. Höhe 2,5 m. Fläche 37,0 ha. Naturschutzgebiet NSG LÜ 168 "Maujahn". | 53° 5′ 39,1″ N, 11° 2′ 34,8″ O   | weitere Bilder |
| 3032/02    | Salzfloragebiet                                    | bei Schreyahn, Wustrow (Wendland)           | Geotoptyp: Erdfallsee. Naturschutzgebiet NSG LÜ 016. | 52° 55′ 52″ N, 11° 4′ 44″ O      | weitere Bilder |